# Alpargata

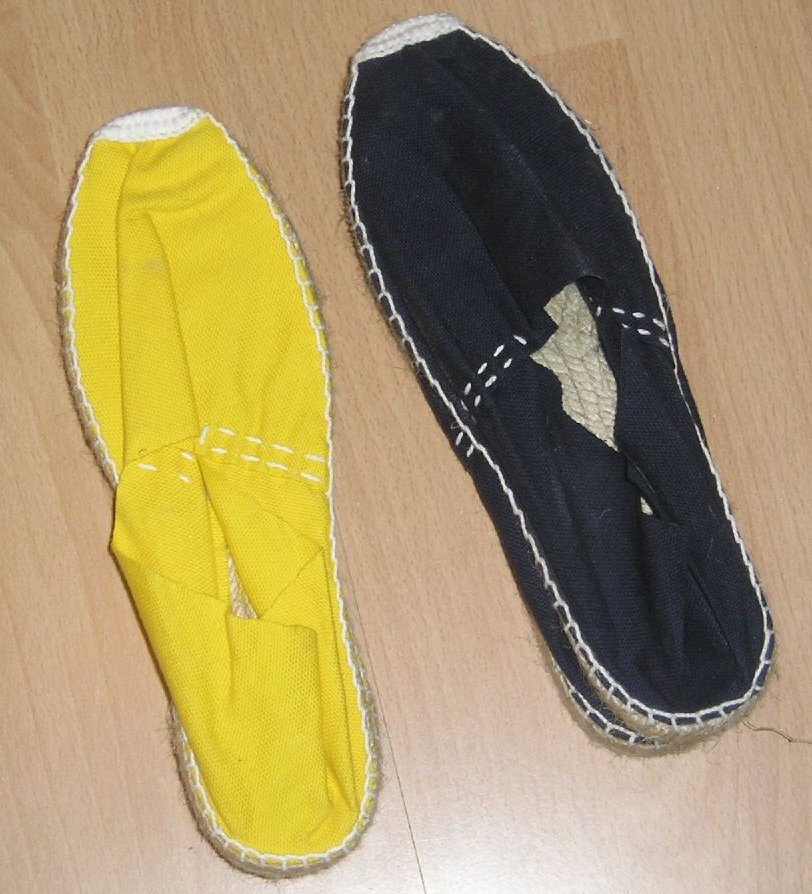
Alpargatas actuales en Europa

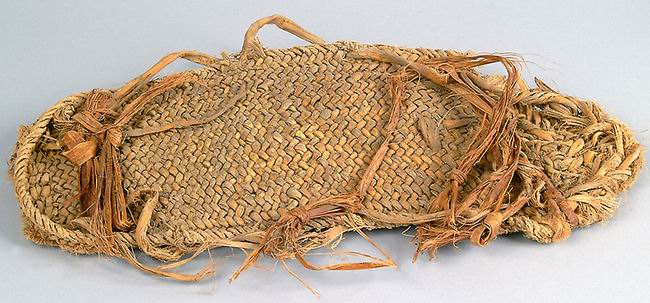
Alpargata del. Cañón del Chaco (Nuevo México, Estados Unidos).

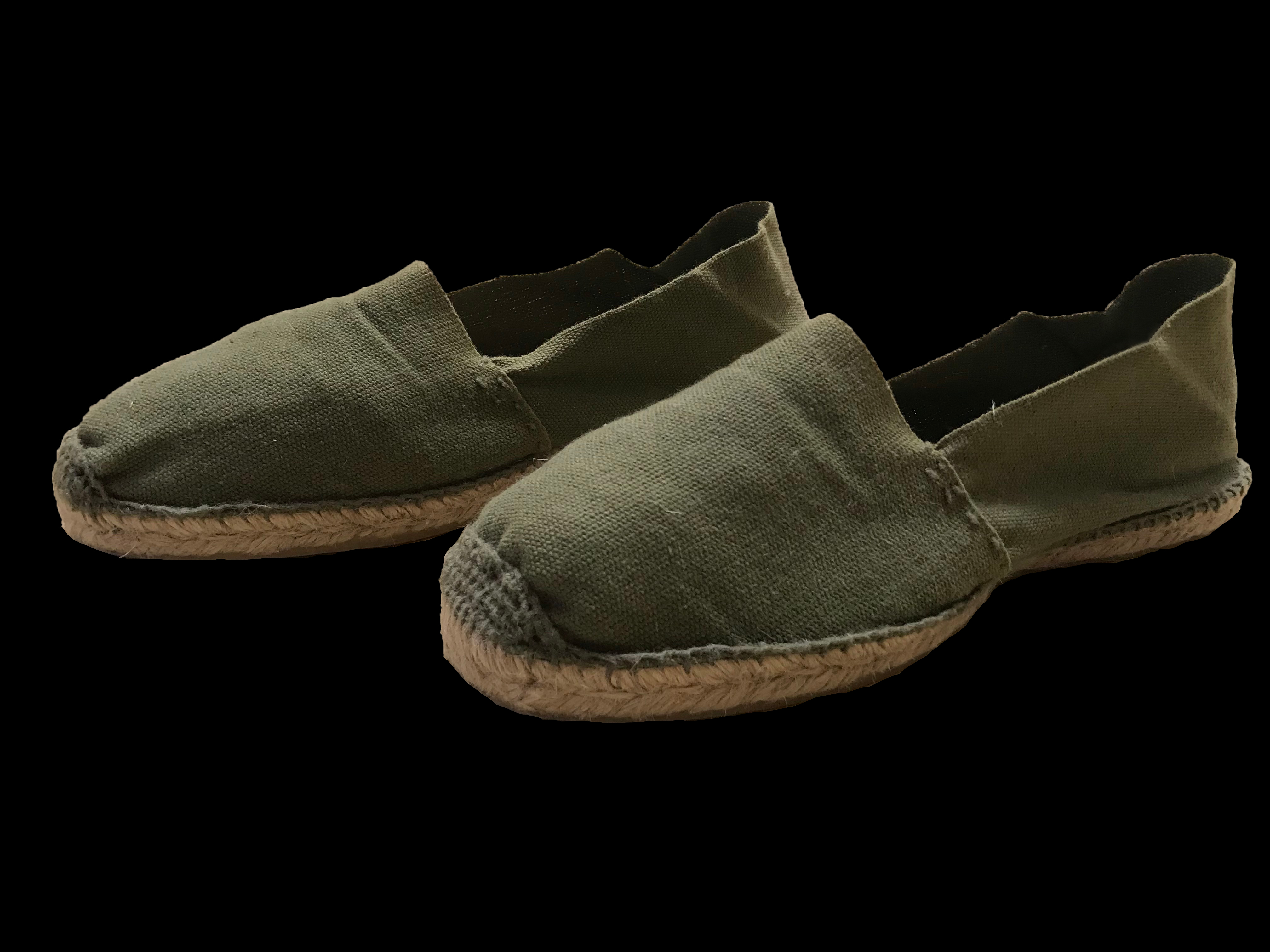
Alpargatas oliva

La alpargata o esparteña es un tipo de calzado de hilado de fibras naturales como el algodón, pieles de animal, mimbre o lona con suela de esparto (en España y otros países), fique o cáñamo, o una mezcla de yute y caranday (en Argentina), que se asegura por simple ajuste, un trozo de elástico cosido a la tela o con cintas. Se utiliza principalmente en España (sobre todo durante la época estival), el sur de Francia y varias zonas de América.

## Etimología
La palabra alpargata viene del árabe albargat, plural de párḡa. A América llegó desde España. Es un calzado económico y que fue muy popular. La suela es de yute o cáñamo y la capellada es de lona u otro material rústico.
Bargat es un término del árabe andalusí y marroquí, probablemente prerromano. Tiene el mismo origen a Abarka , euskera. Significa "cosa hecha con ramitas".

## Descripción

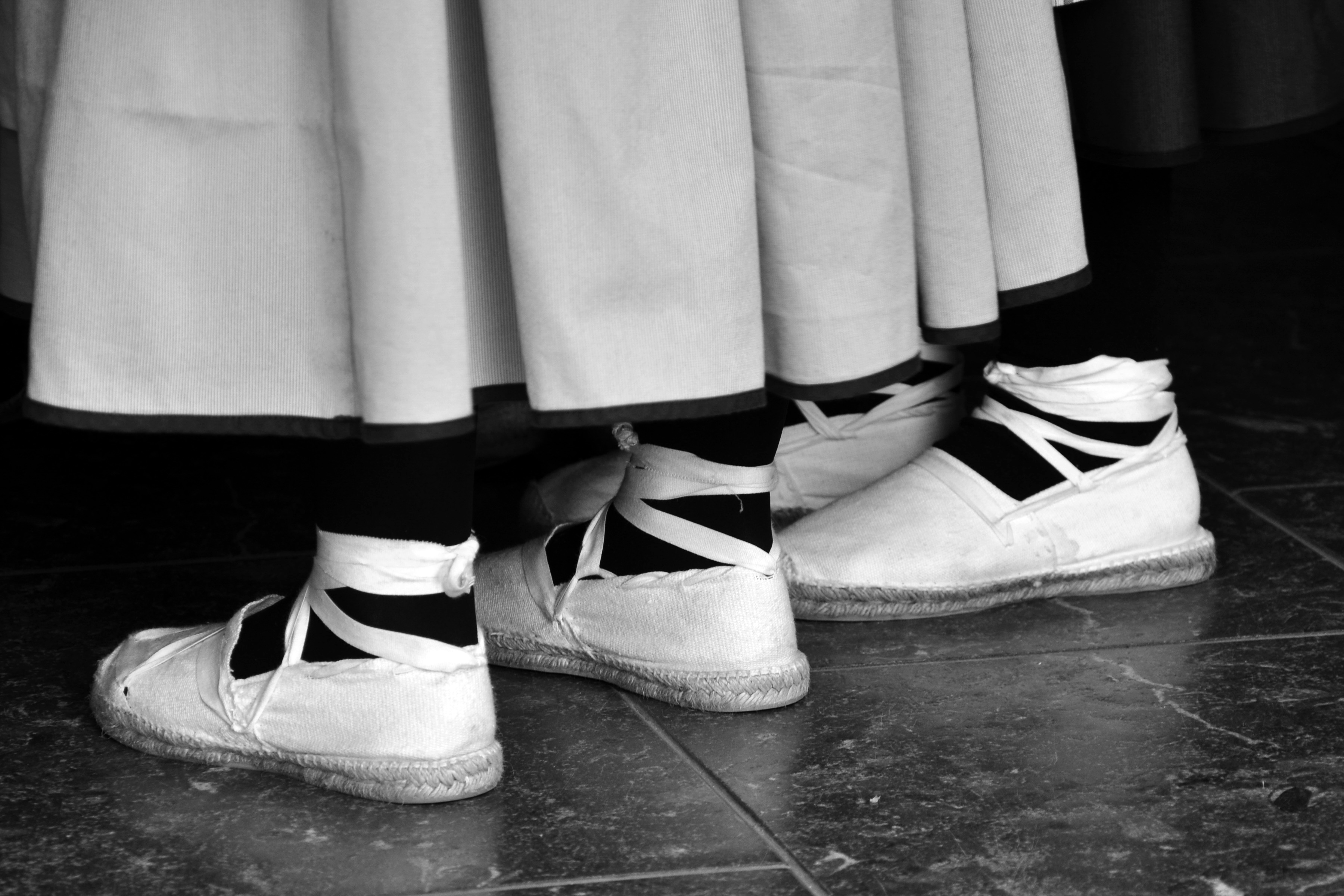
Indumentaria típica con alpargatas de los Países Andinos.

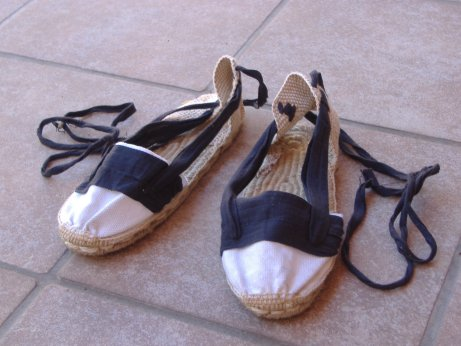
Alpargatas de cintas. Se conservan documentos escritos de principios del que las describen y mencionan por su nombre en catalán, espardenyes.

Las alpargatas se fabrican empleando una lona fuerte adherida a una suela de cuerda de yute o cáñamo. Ideal para tiempo cálido, se trata de un calzado liviano, con buen agarre al suelo y delgado. Actualmente se ha industrializado su tejido y se utilizan hilos de nailon y suela de caucho, así como también con cubierta de lona y base de cocuiza u otra fibra vegetal.
La alpargata se teje artesanalmente en telares triangulares caseros utilizando pabilo (hilo de algodón), combinando distintos colores. La suela puede ser de cuero curtido o de cocuiza. Se compone de la capellada o capellá (parte superior que cubre al empeine y la parte delantera del pie), «talonera» (parte que forma el arco del talón) y el «atadero» (también llamado «correíta», que sirve para sujetar la capellada a la talonera).
Existe una gran variedad de tipos de alpargatas, fundamentalmente divididas en dos clases: las que se ajustan con cintas y las que no. También se puede dividir entre planas, como las tradicionales, y las de talón alto, que suelen incorporar una cuña. En la actualidad es frecuente que la suela de esparto esté recubierta total o parcialmente de una fina capa de caucho, para protegerlas de la humedad y el desgaste.

## Origen
Las esparteñas tienen su origen en tiempos prehistóricos. Se han hallado en la cueva de los Murciélagos, en Albuñol, Granada, sandalias de esparto que datan de hace 6200 años, consideradas las más antiguas de Europa. Este descubrimiento forma parte del conjunto de calzado prehistórico más amplio del continente, con 22 ejemplares que demuestran el uso avanzado de técnicas de trenzado de fibras vegetales por parte de las comunidades neolíticas de la región.
Paralelamente se usaban en América ya antes del contacto con Europa. El registro más antiguo en América de una alpargata es parte de una colección de artículos de la cultura Anasazi en Nuevo México (EE. UU.).

## Usos tradicionales

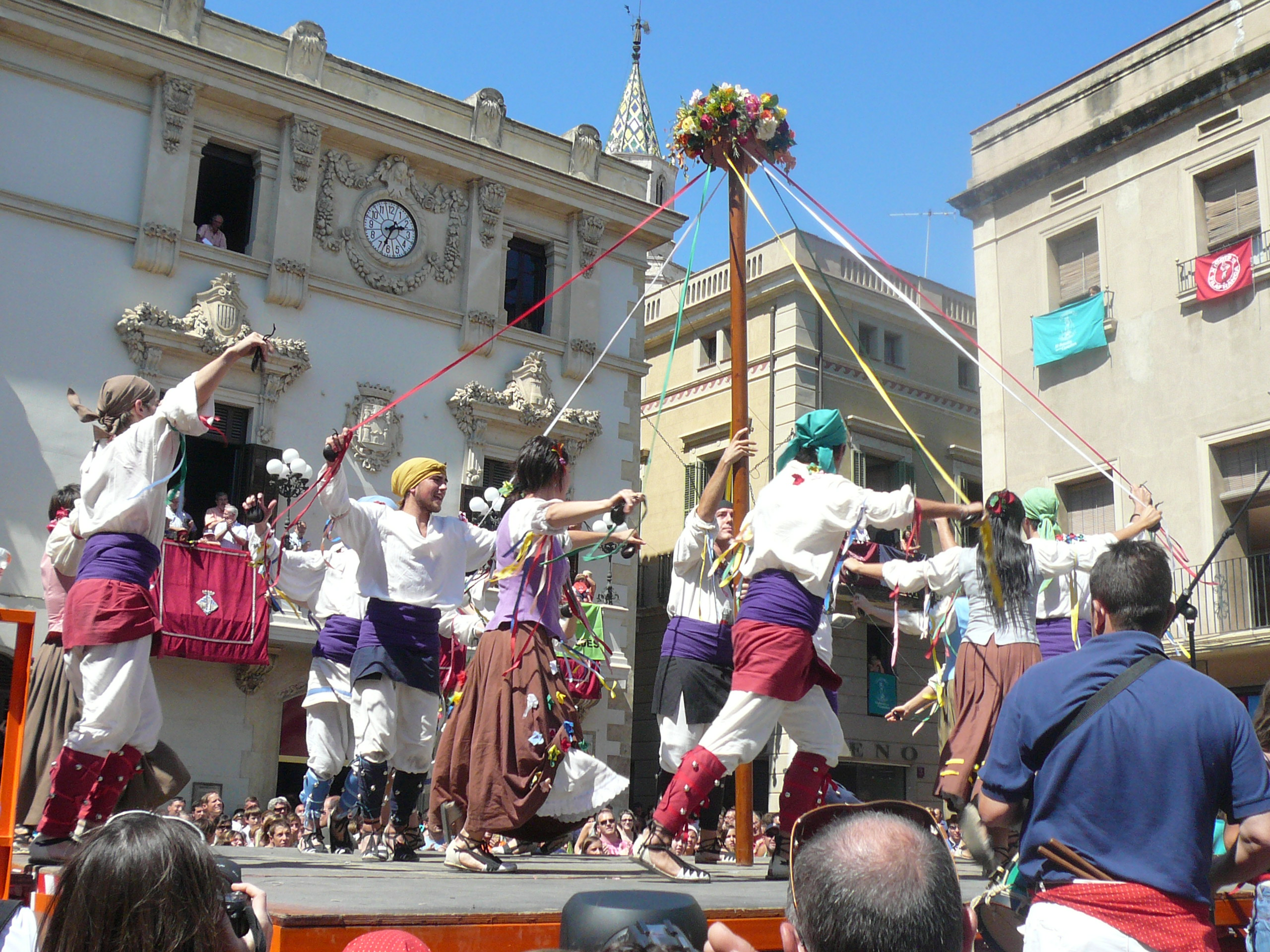
Baile tradicional con alpargatas en Villafranca del Panadés.

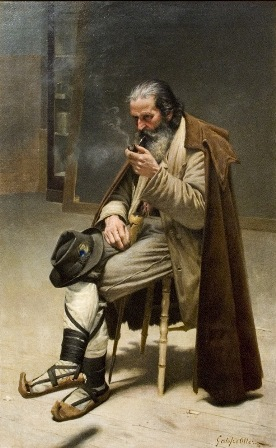
Alpargata tradicional en esta pintura de Francesc Galofré. Un modelo,1894

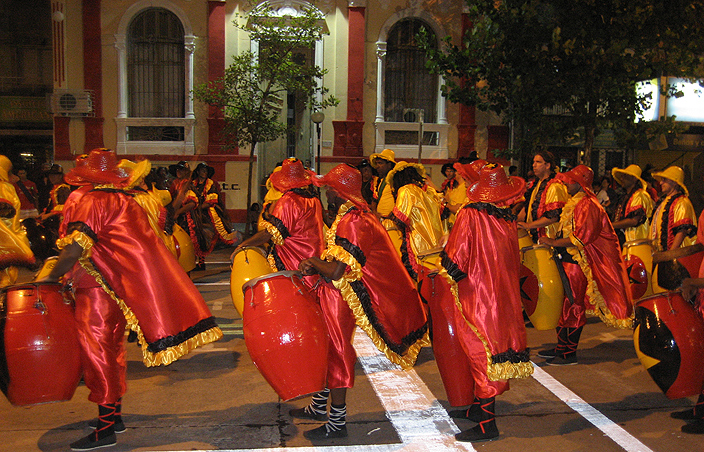
Las alpargatas son parte del atuendo tradicional de las comparsas de candombe.

Tradicionalmente ha formado parte del traje típico en buena parte de países de América y distintas regiones de la península ibérica y el sur de Francia.
Concretamente en España su uso estaba especialmente extendido de los territorios de la antigua Corona de Aragón (Aragón, Cataluña, Comunidad Valenciana e Islas Baleares) así como los de origen castellano tales como la Región de Murcia, Almería, Granada y en La Rioja y el ámbito cultural vasco (País Vasco, Navarra y País Vasco francés). Es tradicional también en Occitania (región del sur de Francia), teniendo su gran centro de producción en Mauleón, capital de la región francesa vascófona de Sola. En España estuvo extendida también como calzado obrero urbano o incluso como calzado para los soldados, y en la actualidad se usa corrientemente como prenda informal en los meses más calurosos, del mismo modo que en  México, otros países del Caribe y Estados Unidos.
Tanto en Argentina como en Uruguay, es adoptado por los trabajadores rurales en sustitución de la bota de potro. A diferencia de otras vestimentas, la humilde alpargata se convirtió en una prenda infaltable para ambos sexos pero, sobre todo, en la compañera inseparable de la bombacha. Útiles para quienes podían así cumplir largas jornadas cómodamente calzados, fue desde entonces usada como aliada de jornadas bajo la lluvia veraniega por campesinos y acompañó la rítmica pisada del baile popular. En la primera mitad del siglo XX era tan común el uso de las alpargatas entre las clases humildes de la población que tomó gran importancia la empresa llamada Fábrica Argentina de Alpargatas la cual se solía promocionar con los artísticos almanaques de pared ilustrados por Florencio Molina Campos. Las alpargatas entraron en el escenario político argentino durante los momentos previos a los períodos presidenciales de Juan Domingo Perón al asociársela con la clase obrera. En 1943 y 1944 el movimiento estudiantil opuesto a Perón y los sindicatos que apoyaban sus medidas laborales, empezaron a utilizar el lema: «no a la dictadura de las alpargatas» que fue a su vez respondido con el lema «alpargatas sí, libros no».
En Argentina ha quedado para actos culturales, indumentaria de jornaleros o vestimentas irreverentes, la alpargata ha pasado a ser el calzado barato y diario de los gauchos y paisanos; aunque es frecuente el uso de este cómodo y liviano calzado por parte de la mayor parte de la población cuando está de vacaciones en zonas cálidas del país. 
En cambio en Uruguay (donde también son de uso rural y artístico) así como en Chile y Perú se utiliza, comúnmente, en verano para ir a la playa, o para realizar cualquier actividad al aire libre. Por ser un calzado fresco, deja respirar el pie, y se adapta a la forma de él, siendo confortable para realizar diversas actividades. 
En Uruguay también se elaboran alpargatas con suela de goma, a las que se denomina comercialmente como rancheritas.
En Colombia es parte de la indumentaria de la mayoría de los trajes típicos, siendo, en algunos casos, de fique o cocuiza y en otros de cuero. Los habitantes de la cuenca del río Orinoco las fabrican también en piel de animal y las llaman "cotizas" o cocuizas.
La alpargata se usa indistintamente tanto por varones como por mujeres, aunque algunas puedan tener variedades de bordes y formas del tejido, así como una «amapolita» en la tela, de color contrastante, para diferenciarlas de las de uso universal. Los tradicionalistas sostienen que ese detalle corresponde a la cultura wayú oriunda de la península de La Guajira, pero le es ajeno al baile del tamunangue en el Estado Lara, Venezuela, donde el calzado es típico del atuendo de las mujeres.
En Venezuela es un calzado ligero y cómodo, muy apropiado para el clima tropical, usado sobre todo por los guajiros, aunque también la alpargata es utilizada en la región de los llanos venezolanos y en muchas áreas rurales del país.